# Masoud Ghadirian
Masoud Ghadirian (perski: مسعود قدیریان; ur. 24 października 1990 lub w 1991) – irański kulturysta.

## Życiorys
Urodzony w miejscowości Aran wa Bidgol, w ostanie Isfahan. Z początku zawodowo uprawiał piłkę nożną, a w wieku szesnastu lat zajął się kulturystyką. W 2008 roku wystartował w zawodach kulturystycznych organizowanych na poziomie jego rodzinnego miasta. Wywalczył złoty medal w kategorii wagowej powyżej 75 kg.
Między 2016 a 2021 rokiem uhonorowano go trzydziestoma dwoma złotymi medalami podczas zawodów kulturystycznych w Teheranie, Komie oraz Isfahanie. Został zwycięzcą zawodów Asian Cup organizowanych przez federację IFBB, w kategorii powyżej 100 kg.
Znany z potężnej muskulatury – waży około 120–130 kg w sezonie zawodów sportowych i 140 kg poza sezonem – a także z masywnych, szerokich ramion. Obwód jego bicepsa wynosi sześćdziesiąt centymetrów.

## Warunki fizyczne
- wzrost: 188 cm[1]
- waga w sezonie zawodów: 120–130 kg[4]
- waga poza sezonem: 140 kg[4]
- obwód bicepsa: 60 cm[4]

## Osiągnięcia (wybór)
- 2008: Mistrzostwa miejscowości Aran wa Bidgol w kulturystyce, kategoria wagowa powyżej 75 kg – I m-ce[1]
- 2021: Romania International Grand Prix, federacja IFBB, kategoria wagowa powyżej 100 kg – I m-ce[1]
- 2022: IFBB Bodybuilding and Fitness Asian Cup & Fitness Challenge Asian Championships, kategoria wagowa powyżej 100 kg – I m-ce[3][1]
- 2022: IFBB Bodybuilding and Fitness Asian Cup & Fitness Challenge Asian Championships, kategoria ogólna – VI m-ce[3]